# Nadie Sabe Que Estoy Aquí
Nadie Sabe Que Estoy Aquí  (no Brasil e em Portugal, Ninguém Sabe Que Estou Aqui) é um filme de drama chileno de 2020, dirigido por Gaspar Antillo e estrelado por Jorge Garcia, Nelson Brodt, Juan Falcón e Julio Fuentes. É o primeiro filme chileno original da Netflix.

## Enredo
Memo Garrido vive com seu tio Braulio em uma pequena ilha em Llanquihue, uma pequena cidade no sul do Chile. Enquanto leva uma vida pacífica, ele é atormentado por lembranças traumáticas que teve quando criança. Ele não se comunica verbalmente com frequência, o que chama a atenção de Marta. Ela tenta se aproximar dele e eles constroem uma amizade, o que a leva a descobrir o maior segredo de Memo: ele foi brevemente famoso como cantor.
Quando criança, Memo morava em Miami, onde seu pai Jacinto conseguiu um contrato com um produtor musical que decidiu que, embora Memo fosse um cantor talentoso, sua aparência não era suficiente para fazê-lo famoso. Por esse motivo, ele contrata Angelo para dublar sua voz, que se tornou famoso pela música Nobody Knows I'm Here, a qual o estúdio havia originalmente gravado para Memo.
Um programa de televisão, "Face to Face", descobre Memo e tenta reuní-lo com Angelo depois de 25 anos separados. Descobre-se então que, na época, Memo atacou Angelo e o colocou em uma cadeira de rodas por toda a vida por causa de sua fraude. Angelo nunca mais cantou depois de seu "acidente", mas ele escreveu um livro. Memo se retirou para a vida de um eremita. O pai de Memo, Jacinto, perdeu todo seu dinheiro promovendo a carreira de seu filho e com o incidente. Memo canta ao vivo provando que o tempo todo sua voz era a real. Ele entra na luz, deixa o microfone cair e se afasta.
- Jorge Garcia como Memo Garrido, um cantor fracassado que teve uma experiência traumática com a fama em sua infância.
- Millaray Lobos como Marta, uma moradora de Llanquihue que se aproxima de Memo.
- Luis Gnecco como Braulio Garrido, o tio de Memo, que vive com ele.
- Alejandro Goic como Jacinto Garrido, o pai de Memo, com quem tem um relacionamento distante
- Gastón Pauls como Angelo, o homem que fez sucesso com a voz de Memo
- Eduardo Paxeco  como Samuel
- Nelson Brodt como Sergio
- Juan Falcón como um animador
- Julio Fuentes como um convidado
- María Paz Grandjean como Francisca
- Solange Lackington como uma produtora
- Roberto Vander como o produtor de Miami

## Lançamento
A estreia de Nadie Sabe Que Estoy Aquí foi originalmente definida para ocorrer no Festival de Cinema de Tribeca, onde o diretor chileno Gaspar Antillo venceu na categoria de Melhor Diretor de Nova Narrativa. No entanto, o festival foi adiado devido à pandemia do COVID-19. O filme foi lançado globalmente na Netlfix em 24 de junho de 2020.

### Recepção
O filme foi recebido positivamente pelos críticos, que elogiaram sua seriedade e simplicidade, a performance de Jorge García e sua estrutura narrativa.